# Якш, Франц
Франц Якш (нем. Franz Jaksch; 10 октября 1851, Нова-Бистршице, ныне район Йиндржихув-Градец, Чехия — 3 марта 1931, Брегенц) — австрийский дирижёр и композитор.
Сын Адальберта Якша (1826—1911), брегенцского городского капельмейстера (1864—1899). Окончил Пражскую консерваторию.
Служил дирижёром в оркестре 49-го пехотного полка австро-венгерской армии. С 1875 г. городской капельмейстер в Пече. В 1878 г. возобновил карьеру военного дирижёра в 76-м пехотном полку. С 1882 г. профессор камерного ансамбля и инструментовки в Консерватории Хорака в Вене; среди его учеников, в частности, Рудольф Глик и Луиджи фон Куниц. В 1899—1917 гг. руководил Морским оркестром в Пуле, сменив на этом посту Франца Легара. Оставшуюся часть жизни провёл в Брегенце.
Автор преимущественно маршей и вальсов для духового оркестра. Написал также оперу «Абеллино» и оперетту «Жокей» (нем. Der Jokei).